# مؤتمر ويكيبيديا في الهند
مؤتمر ويكيبيديا في الهند هو مؤتمر وطني ينظم في الهند. عُقد المؤتمر الأول لويكيبيديا في الهند في نوفمبر 2011، في مومباي، عاصمة ولاية ماهاراشترا الهندية. وتم تنظيمه بواسطة مجتمع مومباي ويكيبيديا بالشراكة مع ويكيميديا الهند وبدعم من مؤسسة ويكيميديا. المؤتمر عبارة عن حدث وطني سنوي رئيسي في ويكيميديا في الهند وهو مفتوح لمشاركة المحررين من جميع الدول. ينصب التركيز الأساسي للمؤتمر على المسائل المتعلقة بالهند كمشاريع ويكيبيديا وغيرها من المشاريع الشقيقة باللغة الإنجليزية واللغات الهندية الأخرى.

## مؤتمر ويكي الهند 2011
عُقد أول مؤتمر لويكيبيديا في مومباي بين 18 و20 نوفمبر 2011.

### نظرة عامة
يهدف مؤتمر ويكيبيديا في الهند إلى توفير منصة مشتركة لجميع الويكيميين الهنود للتفاعل ومشاركة الأفكار والتعاون. انعقد المؤتمر في الفترة من 18 إلى 20 نوفمبر 2011، وعُقد في جامعة مومباي في جنوب مومباي، حيث عقدت أكبر محادثات في قاعة الاحتفالات التاريخية بالجامعة.

### مؤتمر ويكيبيديا في الهند عام 2011

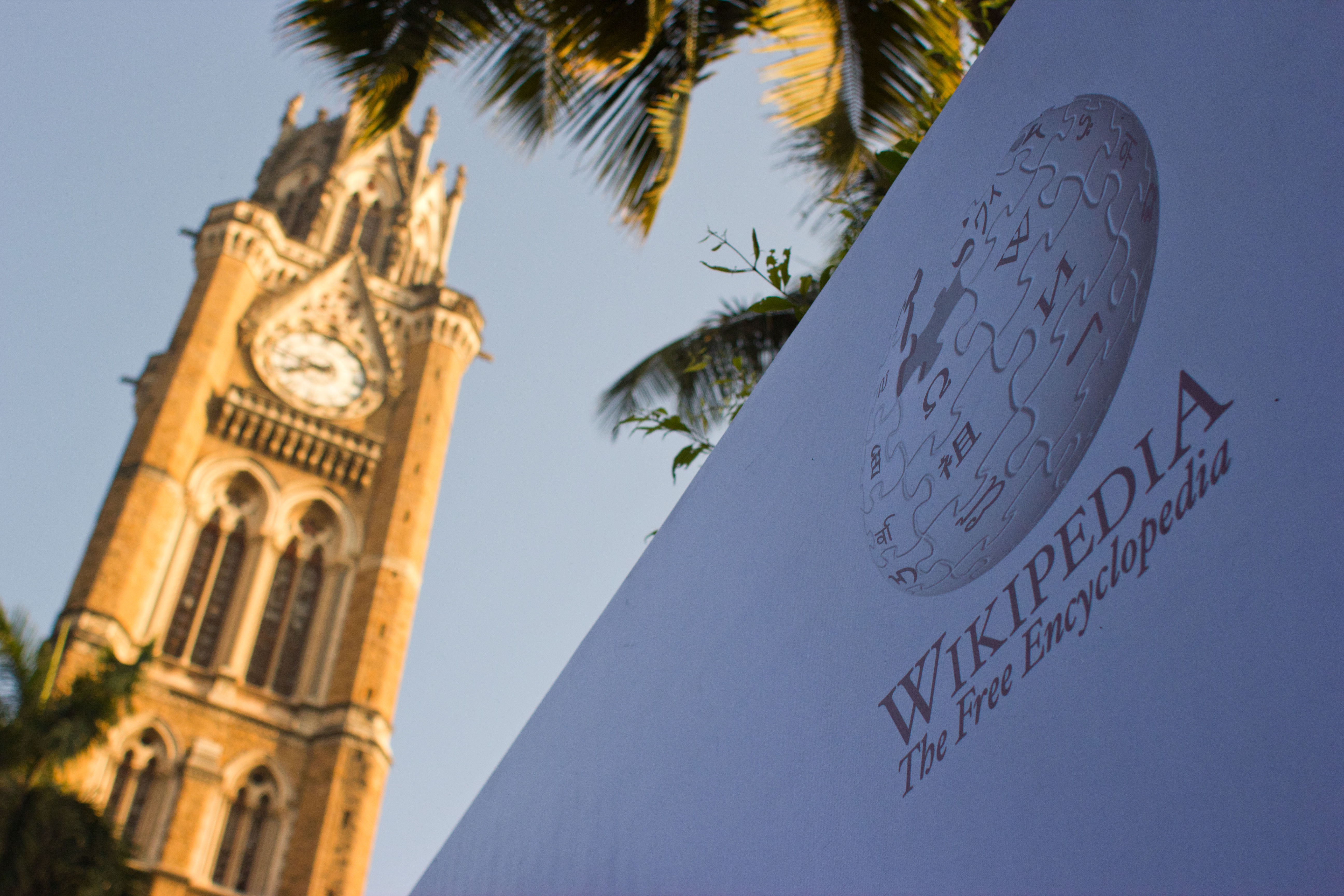
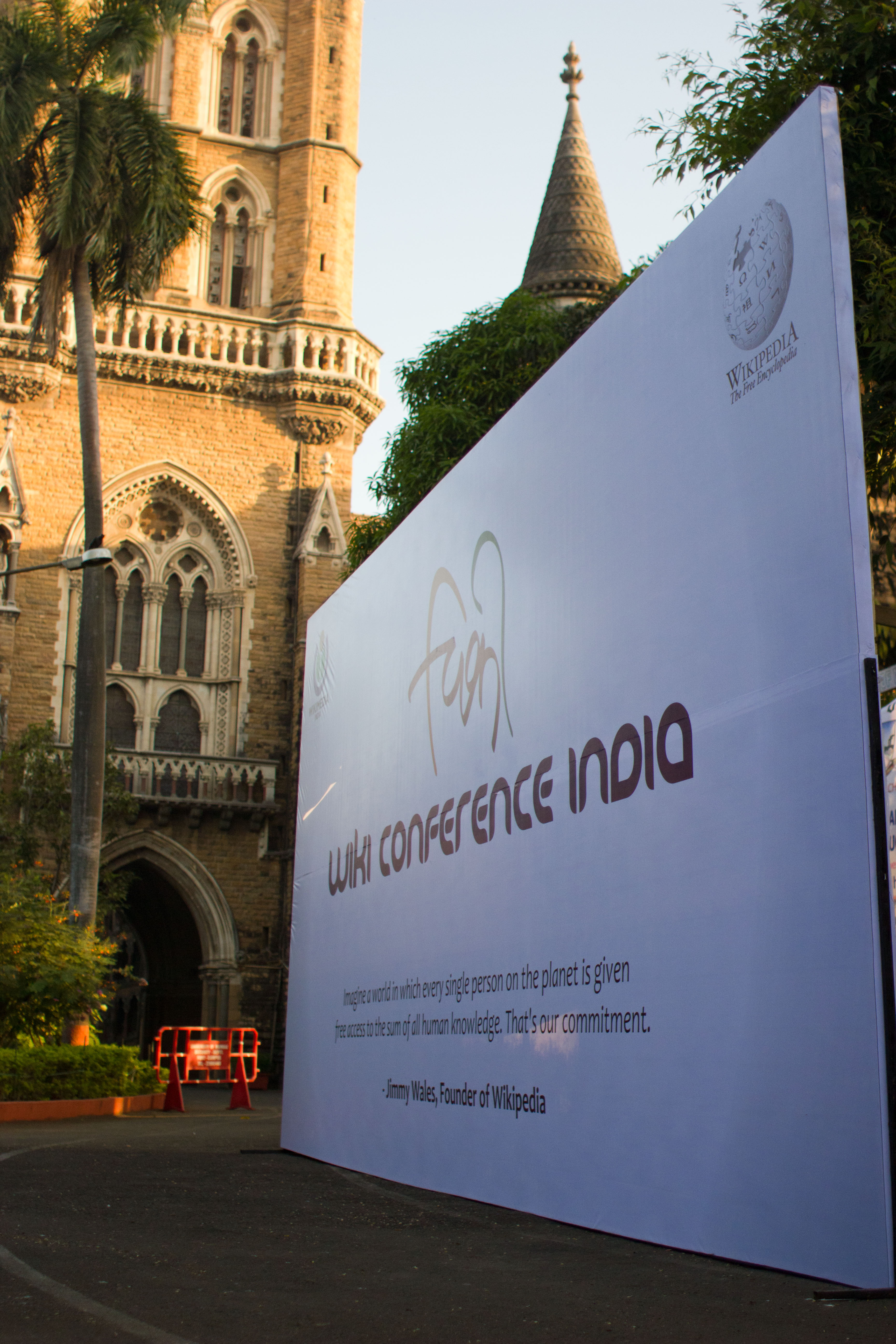
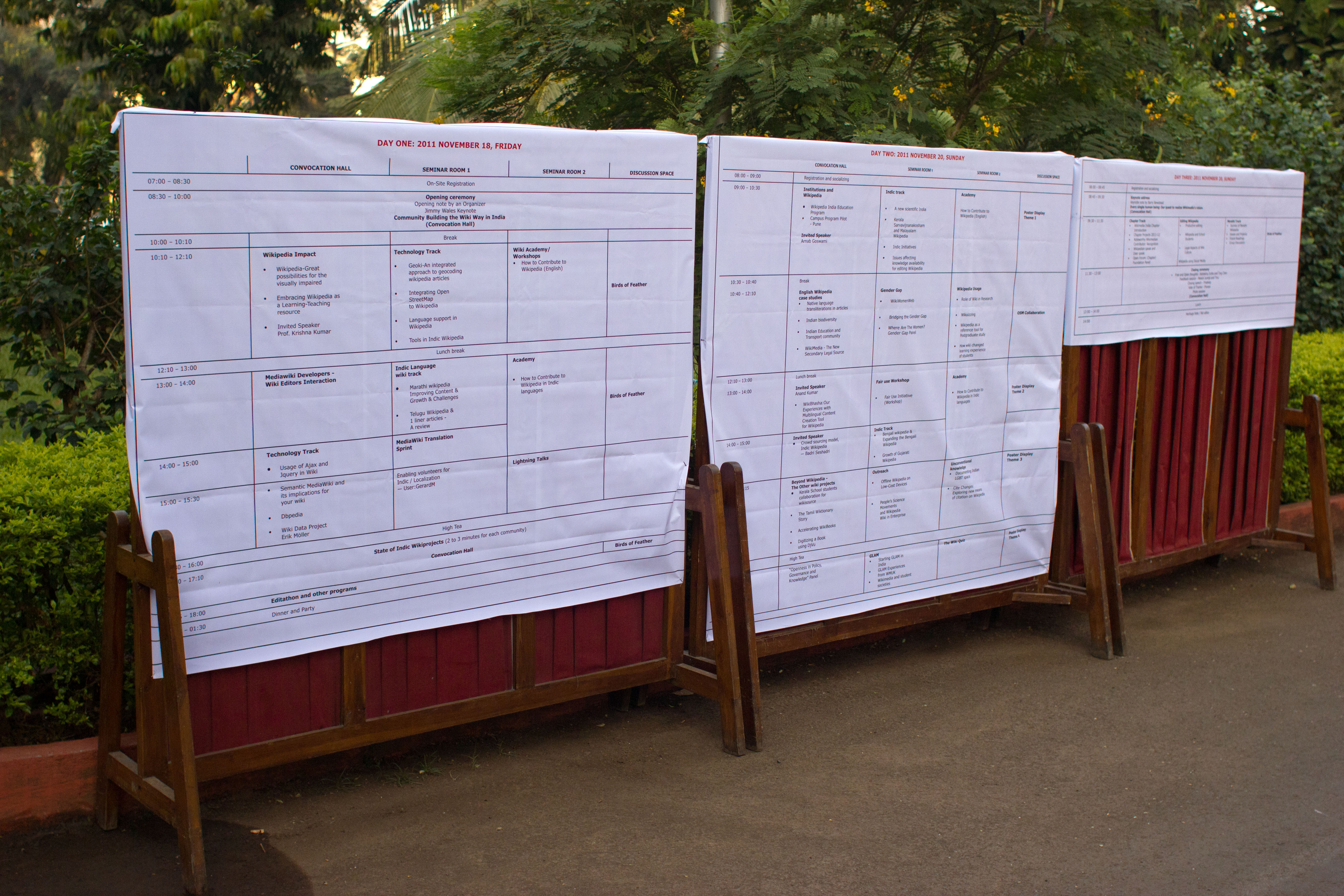
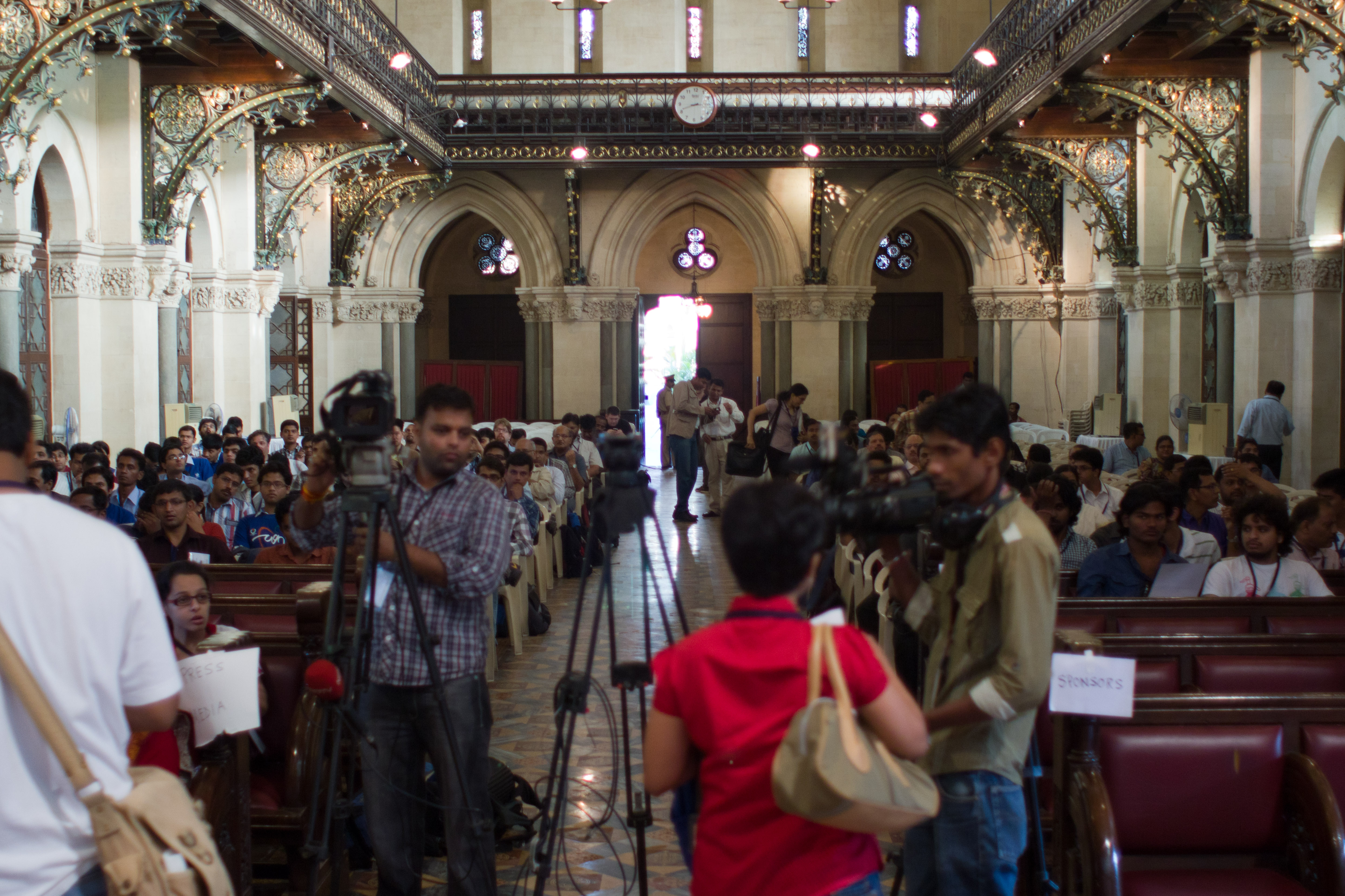
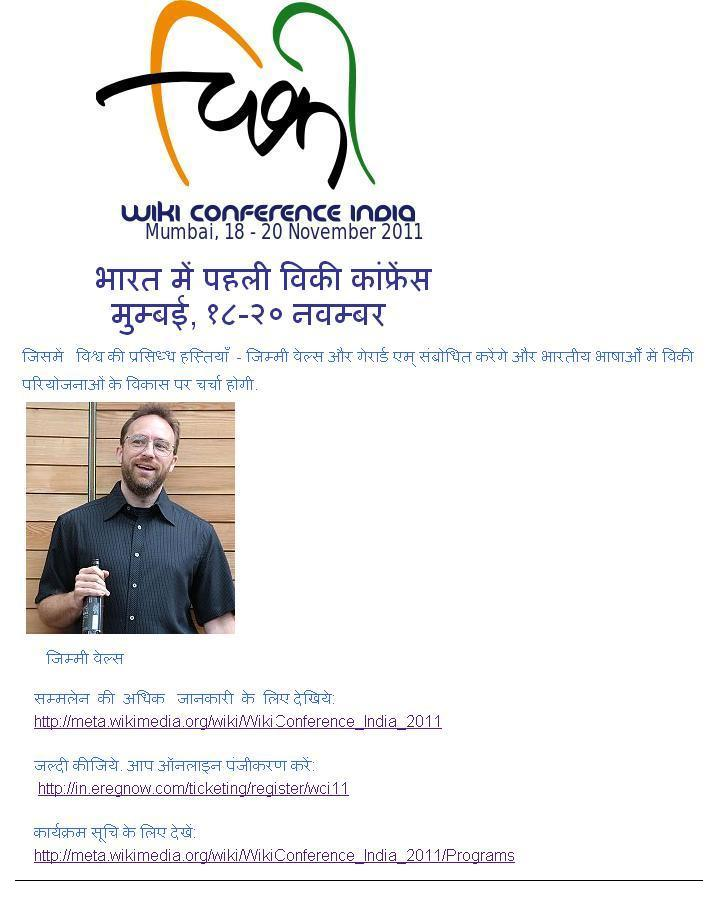
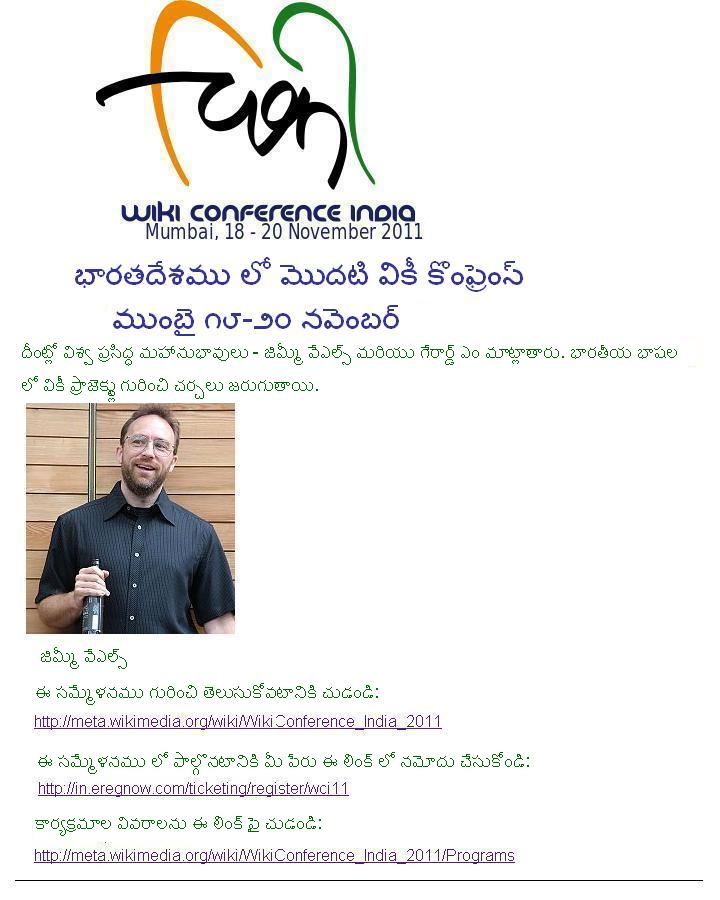
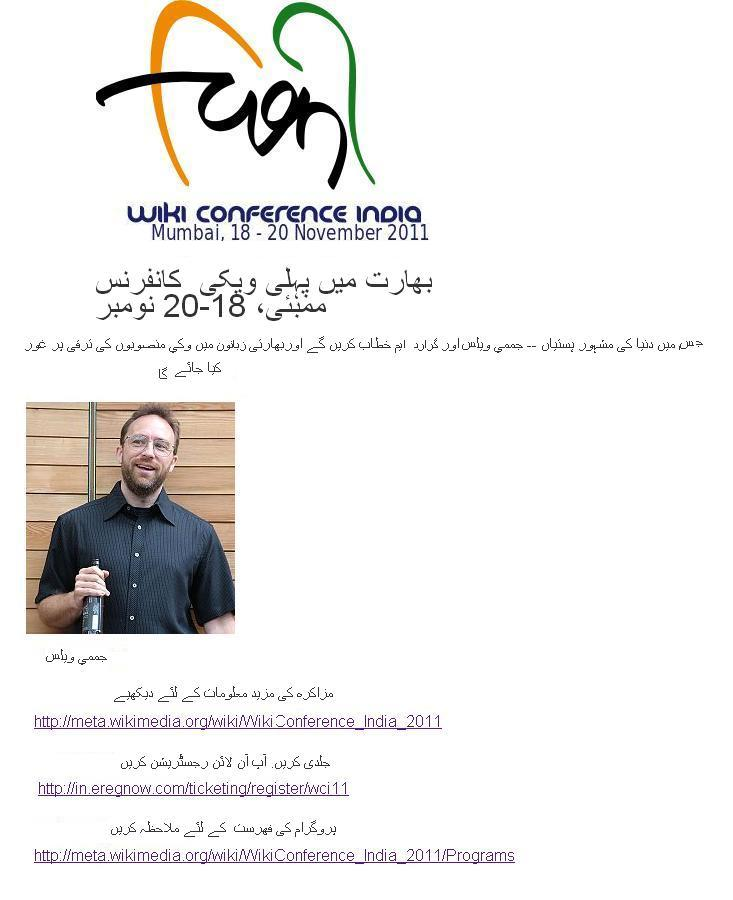
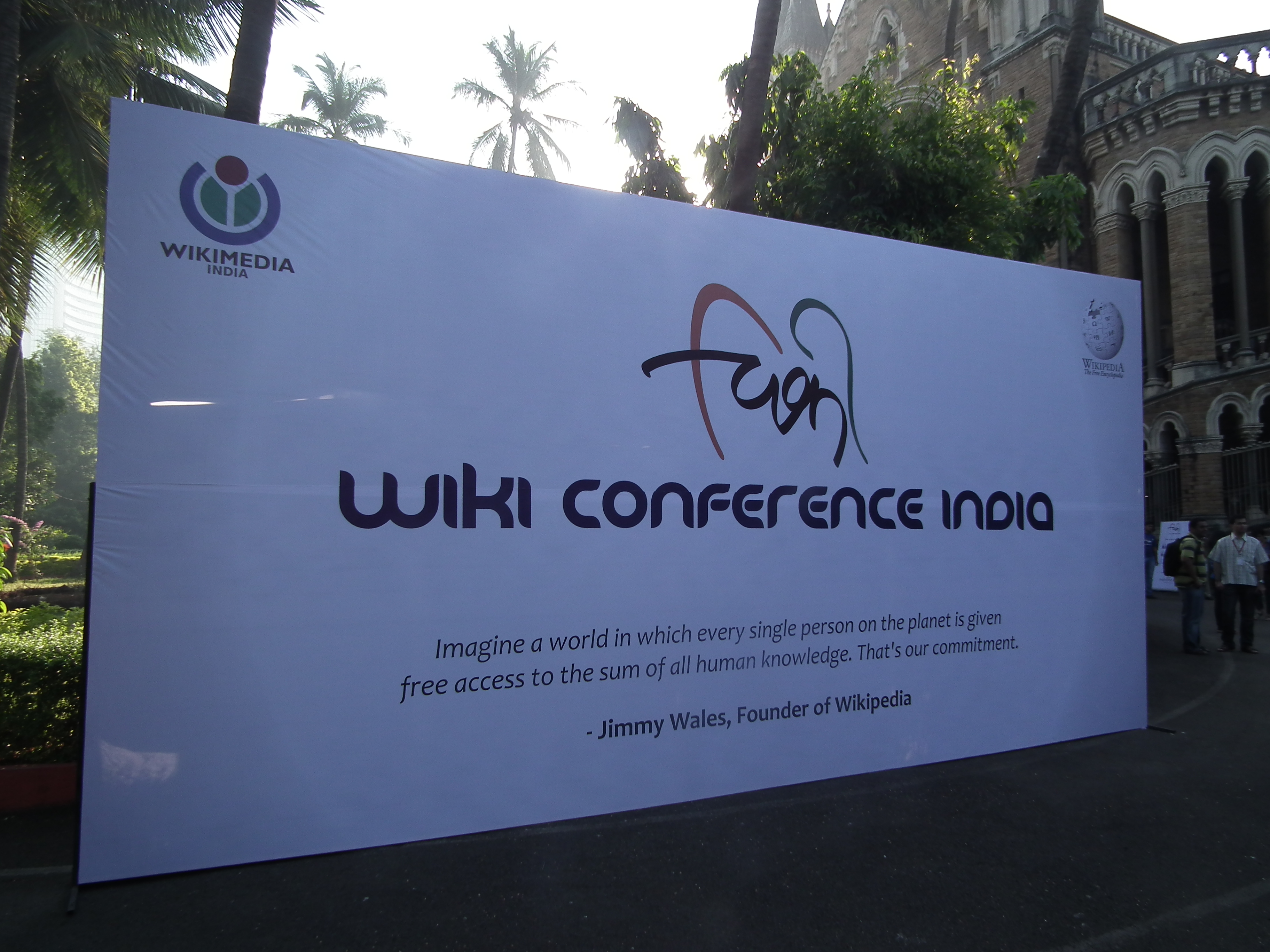

## روابط خارجية
- "Wiki Conference India 2011" في Meta-Wiki ، ويكي تنسيق مشروع ويكيميديا
- قالب: المؤتمرات الأكاديمية في جميع أنحاء العالم

تقرير الاخبار
- "ويكيبيديا تتطلع إلى نمو اللغة الهندية" Agence France-Presse 9 نوفمبر 2011
- "WikiConference يأتي إلى المدينة" نسخة محفوظة 3 يناير 2013 at Archive.is Times of India 10 نوفمبر 2011
- "العالم يكي يستهدف الهند" Asia Times Online 19 نوفمبر 2011
- "ويكيبيديا تحتاج إلى مدخلات باللغات المحلية" Business Standard 18 نوفمبر 2011